# Parafia Podwyższenia Krzyża Świętego w Brześciu
Parafia Podwyższenia Krzyża Świętego w Brześciu – rzymskokatolicka parafia znajdująca się w diecezji pińskiej, w dekanacie brzeskim, na Białorusi. Najstarsza parafia w mieście.

## Historia
Parafia erygowana w 1412 z fundacji króla Polski Władysława II Jagiełły. Początkowo należała do diecezji łuckiej. W Brześciu Litewskim siedzibę miał archidiakonat brzeski (jeden z dwóch obok łuckiego w diecezji) oraz osobny dla tej części diecezji oficjał. Pod koniec istnienia I Rzeczypospolitej biskupi łuccy zwyczajowo przybierali również tytuł biskupów brzeskich, choć kanonicznie nie było to uprawnione. Po III rozbiorze, gdy Łuck przypadł Austrii, a biskupi pozostali w Janowie, który wszedł w skład Rosji przez pewien czas istniała niekanoniczna diecezja brzeska i parafia Podwyższenia Krzyża Świętego była parafią katedralną. Po unormowaniu się granic administracji kościelnej brzeska parafia znalazła się diecezji wileńskiej.
W 1805 spłonął kościół parafialny. Główną świątynią parafii został wtedy kościół pojezuicki, w 1808 kościół ojców Bernardynów, a w 1831 kościół na przedmieściu. W 1856 zbudowano nowy, obecny kościół parafialny.
Od 28 października 1925 parafia należy do diecezji pińskiej.
Po II wojnie światowej miasto znalazło się w granicach ZSRS. 15 stycznia 1948 komuniści zamknęli kościół i urządzili w nim muzeum. 12 sierpnia 1990 zwrócono część świątyni, a w 1991 cały kościół.